# Gunilla Stephen-Kallin
Gunilla Elisabet Stephen, tidigare Stephen-Kallin, född 31 juli 1961 i Stockholm, är en svensk operasångerska (dramatisk sopran).
Gunilla Stephen är utbildad vid Teater- och Operahögskolan i Göteborg 1983–1986. Hon började sin bana som mezzosopran och debuterade som Tredje Damen i Mozarts Trollflöjten 1985 under praktiktjänstgöringen vid Deutsche Staatsoper i Berlin. Efter avslutad utbildning återvände hon till Berlin som ensemblemedlem. 1998 gjorde hon debut i det dramatiska sopranfacket vid Wermland Opera som Brünhilde i Wagners Valkyrian i regi av Wilhelm Carlsson. Denna rollprestation gav henne Svenska Dagbladets operapris 1999 och följdes av stora roller i det högdramatiska sopranfacket såsom Elektra, Isolde, Ariadne, de övriga Brünhilde och Leonore/Fidelio vid operahus i Sverige, övriga Europa och Kanada.
Gunilla Stephen är även verksam som regissör.